# Calan Williams
Calan Williams (Perth, 30 juni 2000) is een Australisch autocoureur.

## Carrière
Williams begon zijn autosportcarrière in het karting, waarin hij tot 2014 uitkwam. In 2015 maakte hij de overstap naar het formuleracing toen hij debuteerde in de West-Australische Formule Ford, waar hij drie podiumplaatsen behaalde in de negen races waar hij aan meedeed. In 2016 maakte hij zijn fulltime debuut in het kampioenschap. Hij behaalde aan het eind van het seizoen vijf opeenvolgende overwinningen en eindigde uiteindelijk op de tweede plaats in het klassement.
In 2017 stapte Williams over naar het Australische Formule 3-kampioenschap, waarin hij uitkwam voor Gilmour Racing. Hij won elf van de achttien races en werd hierdoor overtuigend kampioen in de klasse.
In 2018 maakte Williams de overstap naar Europa, waarin hij uitkwam in de Euroformula Open bij het team Fortec Motorsports. Zijn beste klassering was een zesde plaats op de Hungaroring, en hij eindigde met 25 punten als elfde in de eindstand.
In 2019 begon Williams het seizoen in de Nieuw-Zeelandse Toyota Racing Series bij het team MTEC Motorsport. Hij eindigde twaalf van de vijftien races in de top 10, maar kwam enkel op het Manfeild: Circuit Chris Amon in de top 5 terecht. Met 183 punten werd hij achtste in het klassement. Aansluitend keerde hij terug naar de Euroformula Open, waar hij zijn samenwerking met Fortec Motorsports voortzette. Hoewel zijn resultaten verbeterden - een vierde plaats op de Red Bull Ring was zijn beste klassering - zakte hij naar de dertiende plaats in de einduitslag met 53 punten.
In 2020 stapte Williams over naar het FIA Formule 3-kampioenschap, waarin hij uitkwam voor Jenzer Motorsport. Hij kende een moeilijk debuutseizoen waarin hij geen punten scoorde. Met drie veertiende plaatsen als beste klasseringen werd hij 31e in de eindstand.
In 2021 bleef Williams actief in de FIA Formule 3 bij Jenzer. Hij behaalde zijn eerste podiumfinish op het Circuit Paul Ricard, maar in de rest van het seizoen kwam hij in slechts twee races tot scoren. Met 15 punten werd hij negentiende in het kampioenschap.
In 2022 stapte Williams over naar de Formule 2, waarin hij uitkwam voor het team van Trident. Hij behaalde enkel vijf kampioenschapspunten met een vierde plaats op het Jeddah Corniche Circuit. Voorafgaand aan het laatste weekend op het Yas Marina Circuit verliet hij het team om zich te richten op andere race-activiteiten. Hij eindigde op plaats 23 in het klassement.